# توربيدو موسكو

شعار نادي توبيدو موسكو.

نادي توبيدو موسكو (بالروسية: Торпедо Москва) ، هي نادي رياضي لكرة القدم في روسيا، أسست عام 1924م، وتم تغيير التسمية إلى توبيدو موسكو عام 1935م، وغيرت التسمية إلى نادي توبيدو لوزهينكي عام 1995م، وتم إعادة الاسم السابق عام 1998م.

## وصلات خارجية
- Club's official web site
- A Farewell to Arms: Goodbye Torpedo Moscow